# بريفينيوم بروميد
بريفينيوم بروميد هو مُضادُّ للتشنُّج في حالة الإصابة بمتلازمة القولون العصبي; عن طريق إِرْخاء العضلات الملساء في الامِعاء، وبذلك يقوم بمنع أو التخفيف من التشنجات المؤلمة في الامعاء. وهو مضاد مسكاريني 